# Vallgatan
A Vallgatan – literalmente Rua do Aterro - é uma rua do centro histórico da cidade de Gotemburgo, na Suécia.
Situada paralelamente entre as rua Kungsgatan e Södra Larmgatan, tem 440 m de extensão, começando em  Kaserntorget e terminando em Östra Hamngatan.
É uma importante rua comercial da cidade.